# Římskokatolická farnost Brumov
Římskokatolická farnost Brumov je jedno z územních společenství římských katolíků v děkanátu Valašské Klobouky s farním kostelem svatého Václava.

## Historie farnosti
Farní kostel byl postaven zřejmě v polovině 13. století. Na počátku 16. století byl prodloužen o dnešní kůr a upraven. Tento obnovený chrám posvětil 12. října 1511 olomoucký světící biskup Martin Göschl.

## Duchovní správci
Od července 2017 je administrátorem R. D. Mgr. Ryszard Wojciechowski.

## Bohoslužby
| Kostel          | Místo          | Bohoslužba (den)                                 | Hodina                                                          | Poznámka     |
| --------------- | -------------- | ------------------------------------------------ | --------------------------------------------------------------- | ------------ |
| svatého Václava | Brumov-Bylnice | neděle pondělí úterý středa čtvrtek pátek sobota | 7.30, 9.00, 10.30 7.30 17.00 (zimní čas)/18.00 (letní čas) 7.30 | Farní kostel |

## Aktivity ve farnosti
Ve farnosti se pravidelně̟ koná tříkrálová sbírka. V roce 2017 se v farnosti vybralo více než 108 000 korun.